# Acetato di calcio
L'acetato di calcio è il sale di calcio dell'acido acetico di formula (CH3COO)2Ca. In condizioni standard appare come un solido cristallino bianco, igroscopico, dal leggero odore di aceto, solubile in acqua e parzialmente in etanolo, insolubile nei solventi organici come acetone e benzene. Viene comunemente commercializzato nella forma monoidrata di formula C4H6CaO4·H2O e numero CAS 5743-26-0, meno frequentemente come diidrato di formula C4H6CaO4·2H2O. Trova impiego nell'industria alimentare come additivo ed in medicina come rimedio per l'iperfosfatemia.

## Sintesi
L'acetato di calcio può essere preparato ammorbidendo nell'aceto la calce idrata (idrossido di calcio) o il carbonato di calcio (che si trova nei gusci delle uova o nelle rocce carbonatiche come calcare o marmo).
{\displaystyle {\ce {CaCO3(s) + 2CH3COOH(aq) -> Ca(CH3COO)2(aq) + H2O(l) + CO2(g)}}}
{\displaystyle {\ce {Ca(OH)2(s) + 2CH3COOH(aq) -> Ca(CH3COO)2(aq) + 2H2O(l)}}}

## Reattività
La forma monoidrata dell'acetato di calcio risulta essere più stabile sia rispetto alla sostanza anidra che al diidrato. Se riscaldato oltre i 160 °C il composto anidro si decompone dando carbonato di calcio ed acetone:
(CH3COO)2Ca → CaCO3 + CH3-CO-CH3
Se esposto all'aria, a temperatura ambiente, assorbe umidità atmosferica convertendosi nella forma monoidrata.
Il diidrato tende invece a perdere acqua di cristallizzazione se esposto all'aria, convertendosi anch'esso nel monoidrato più stabile.

## Applicazioni
L'acetato di calcio monoidrato viene comunemente utilizzato a livello industriale come anti-schiumogeno, mordente e come stabilizzante e lubrificante plastico, inoltre trova impiego come reagente nella sintesi organica dell'acetaldeide. Viene altresì utilizzato nell'industria alimentare come conservante.